# Krokgölen (Sillhövda socken, Blekinge)
Krokgölen är en sjö i Karlskrona kommun i Blekinge och ingår i Lyckebyån-Nättrabyåns kustområde.